# 鶏肉

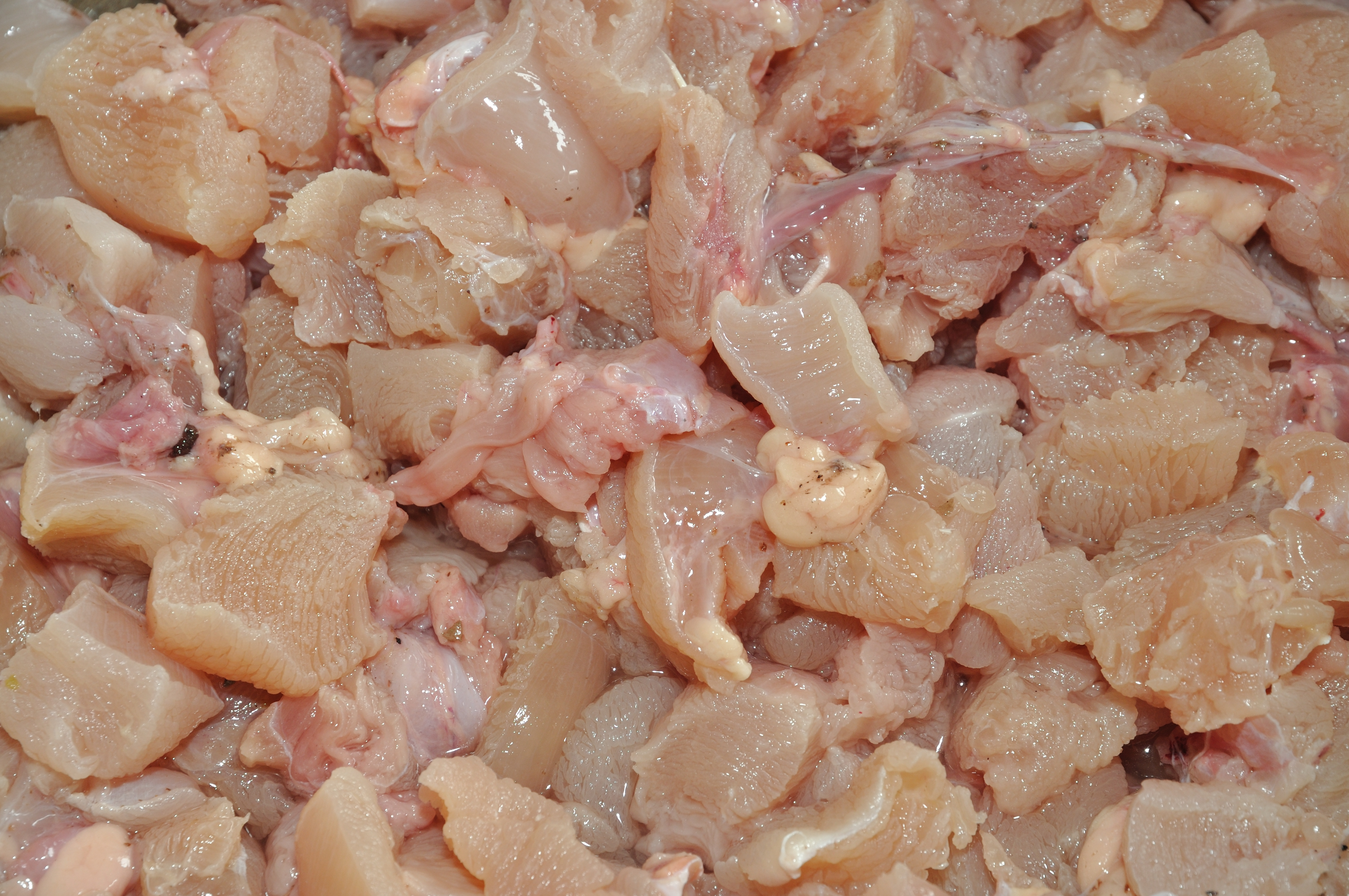
鶏肉。生の状態。

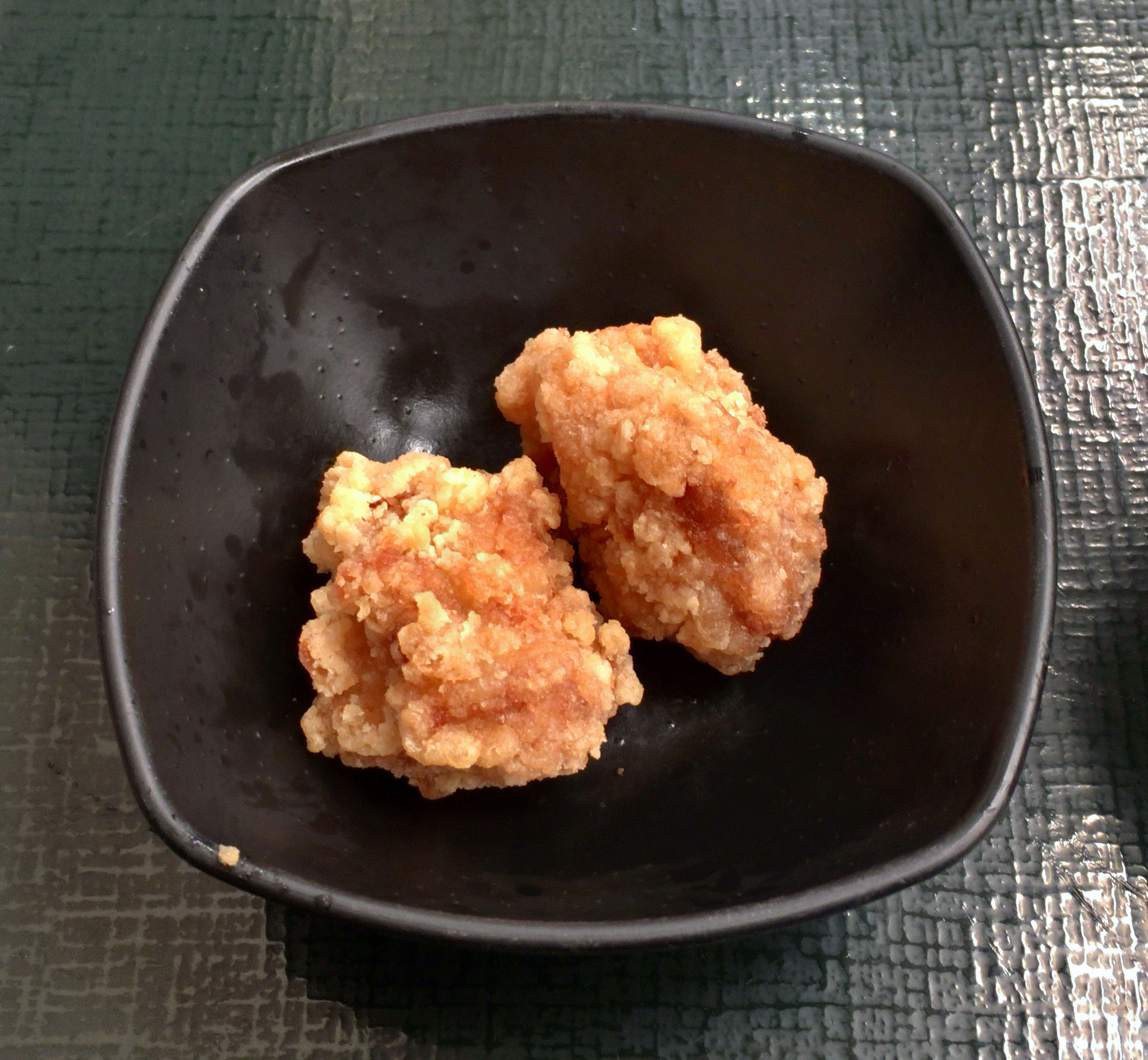
鶏の唐揚げ

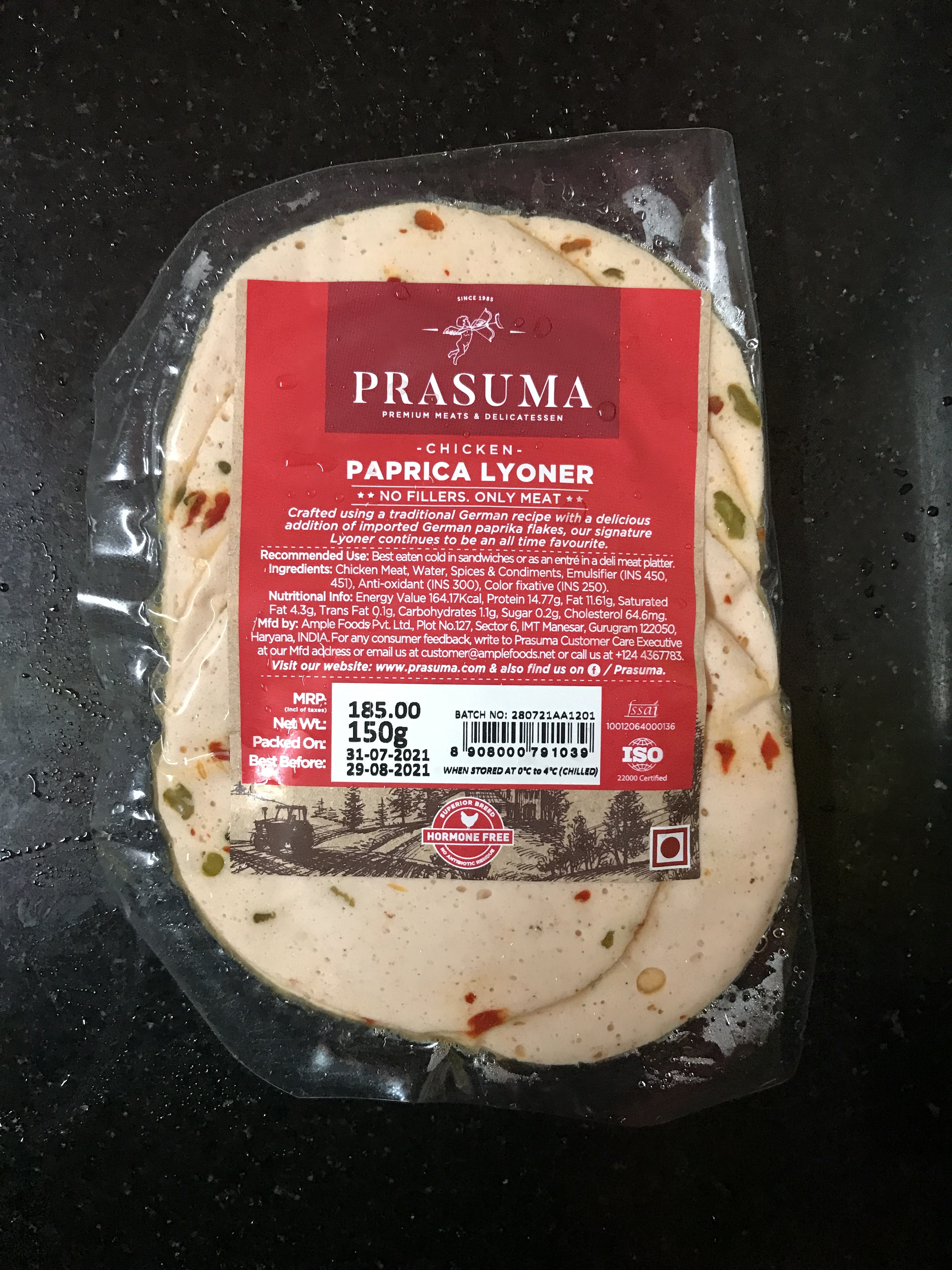
鶏肉ハム（リヨネ）。パプリカ味。

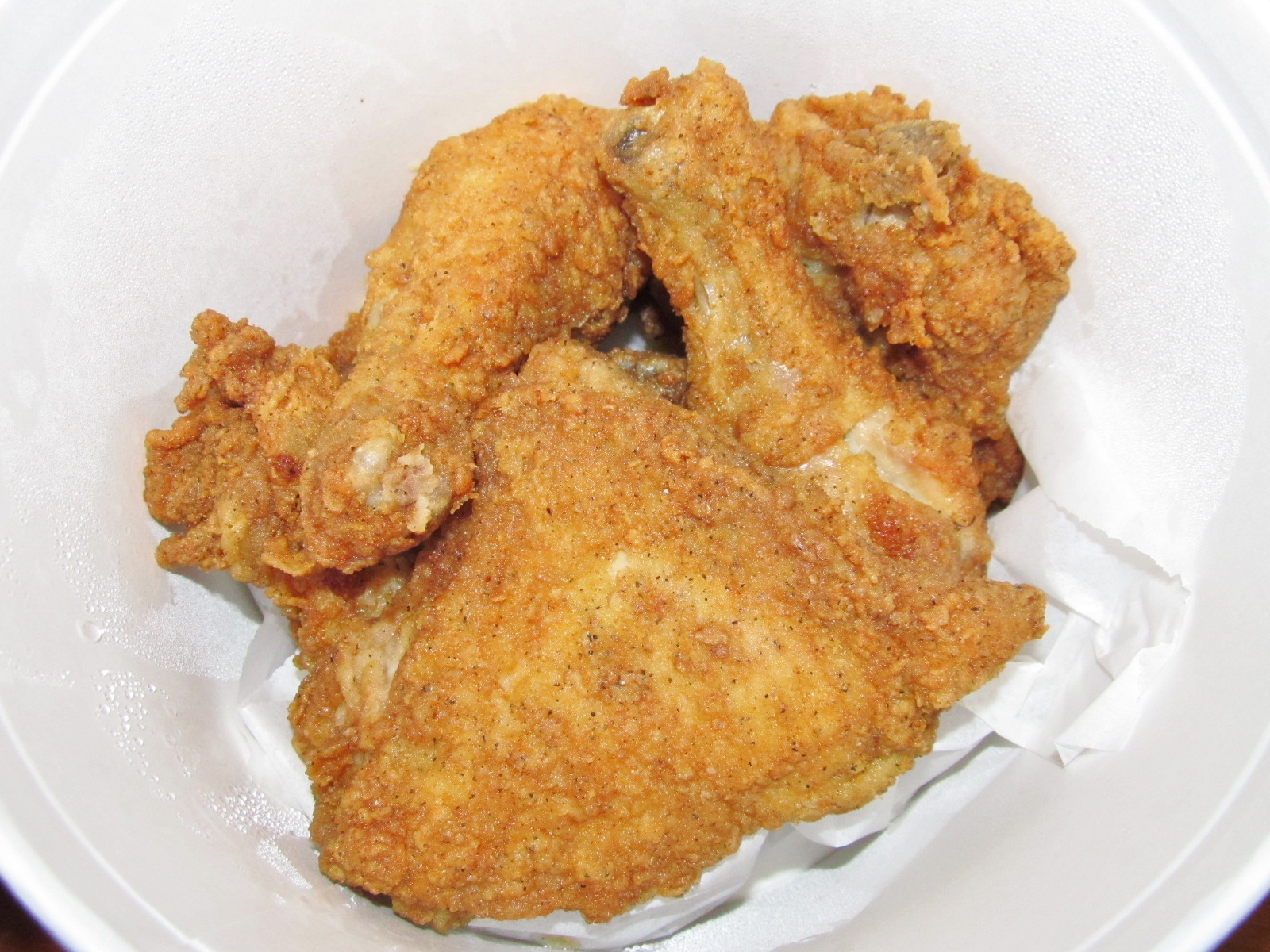
アメリカのケンタッキーフライドチキン

鶏肉（とりにく、けいにく）またはチキン（英語: Chicken）とは、ニワトリの食肉である。

## 概要
牛肉、豚肉、羊肉と並んで世界で日常的に食用にされる肉の一つである。
鶏肉は牛肉、豚肉と異なり、食のタブーに触れることが少ない食肉でもあり、世界中で広く消費されている。
鶏は最も代表的な家禽であり、日本では単に鳥肉といえば鶏肉を指すことが多い。
アメリカとカナダでは「チキンスープを飲むと風邪が治る」との言い伝えがある。近年、チキンスープの栄養には風邪の症状を和らげる作用があるという研究結果が発表された。
世界各国で食べられており、揚げる、煮る、蒸す、焼くなどさまざまな方法で調理されている。そのまままるごと「丸焼き」（ローストチキン）にすることもあれば、部位別に分けてから調理し料理に仕立てたり、あるいは一旦挽肉にしてつくね（ミートボール類）にするなどということも行われている。（#鶏肉料理の節で解説）
読み方、呼び方
常用漢字表では漢字の「鶏」は音読みが「ケイ」、訓読みが「にわとり」であるため、「鶏肉」を「とりにく」と読むのは表外読みであるが、新聞常用漢字表では2001年（平成13年）に「鶏」に「とり」という訓読みが追加されているため、マスメディアでは「鶏肉」を「とりにく」と読むこともある。
中部地方の一部や関西地方や九州地方では鶏肉全般が「かしわ（黄鶏）」とも呼ばれる。「かしわ」とは本来褐色の羽色の日本在来種の鶏だが、それが鶏肉一般の名称に用いられるようになった（かしわめし、かしわうどん）。
一方、香川県や岡山県や兵庫県播州地方では、「かしわ肉」というと老鶏（特に排卵を終えた雌鶏）の肉を意味し、これも販売され食されている。

## 歴史
そもそも野生の鶏は、もともと今のインドから東アジア（今の中国、タイ王国、カンボジア、ベトナム）あたりにかけて生息していて、年代ははっきりしないが、おそらくは7000年前後ほど前にそのあたりの地域のどこかで飼われはじめた。
2008年に発表された論文では、現在の鶏はインド亜大陸の北部あたりで、何千年か前に飼われはじめたものであり、セキショクヤケイとハイイロヤケイの交雑種だとされた。
2020年に発表されたゲノム研究の論文によると野生の鶏が飼われ始め家禽となったのは8000年前だという

アメリカ合衆国では1940年代まで鶏肉は牛肉よりも貴重品であった。だが第二次世界大戦中に牛肉や豚肉が不足したため、鶏肉の消費量が増加した。栄養学や抗生物質の研究の進歩により大量飼育が可能になり、生産費用が下がったのは1950年代で、ケンタッキーフライドチキンもほぼ同時期に全米に展開しはじめた。
ヨーロッパではBSEの影響で、1996年に初めて鶏肉の消費量が牛肉や仔牛肉を上回った。
2017年には、日本ではそれまで消費量1位であった豚肉を抜き、鶏肉が消費量1位になった。

## 部位

### 胸肉

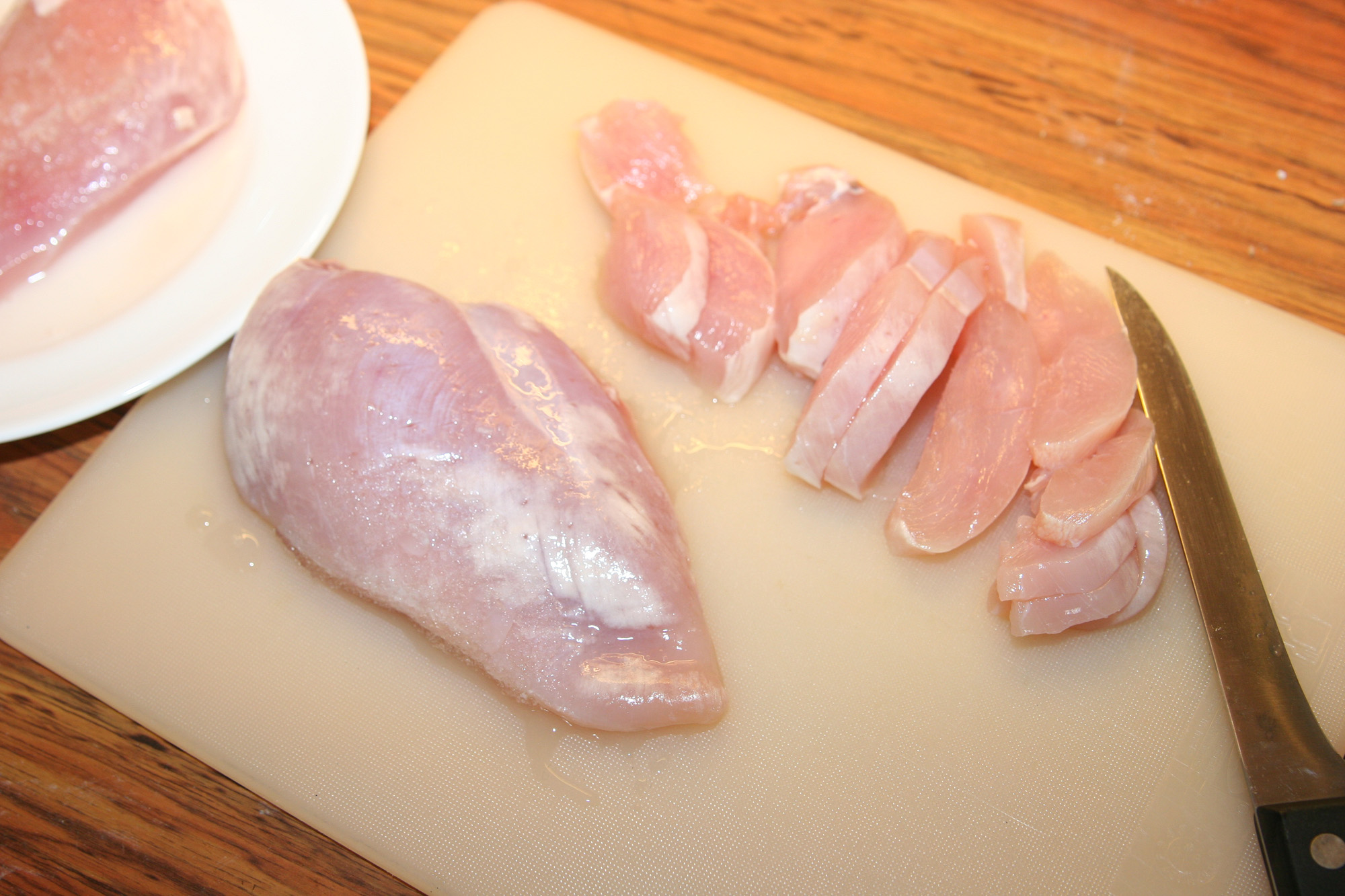
胸肉。

鶏の翼の付け根から肩にかけての部位である。大胸筋にあたる。
NHKのサイトの解説によると、鶏むね肉は厚みがあるのでボリューム感を出したいおかずをつくるときに好適であり、フランスでは家庭向きの鶏料理といえば鶏胸肉を使用するのが一般的である。価格も手頃でたっぷり鶏肉を味わいたいときにも良い。脂肪分が少ない部位なので、チキンカツ、ムニエルなどに良い。カロリーを抑えた料理にしたい場合も良い。また、鶏肉の臭みもほとんど無い、という特徴もある。
次のような優れた成分を含んでいて、近年は健康食品としても注目されている。
- イノシン酸（旨味成分）[8]
- アンセリンやカルノシン（抗酸化作用がある）[8]
- イミダペプチド（疲労回復効果がある）[8]

「鶏胸肉」「鶏むね肉」「鶏ムネ肉」などの表記法がある。

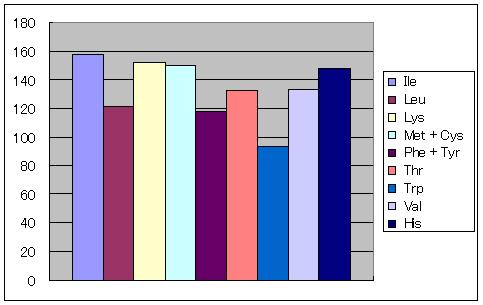
鶏肉のアミノ酸スコア

| 項目                     | 分量（g） |
| ------------------------ | --------- |
| 脂肪                     | 15.95     |
| 飽和脂肪酸               | 4.366     |
| 14:0（ミリスチン酸）     | 0.099     |
| 16:0（パルミチン酸）     | 3.325     |
| 18:0（ステアリン酸）     | 0.844     |
| 一価不飽和脂肪酸         | 6.619     |
| 16:1（パルミトレイン酸） | 0.923     |
| 18:1（オレイン酸）       | 5.543     |
| 20:1                     | 0.095     |
| 多価不飽和脂肪酸         | 3.352     |
| 18:2（リノール酸）       | 2.987     |
| 18:3（α-リノレン酸）     | 0.155     |
| 20:4（未同定）           | 0.103     |

### ささみ
胸肉に近接した部位であり、鶏の胸骨に沿って左右1本ずつある小胸筋の肉である。脂肪は少なく、タンパク質を多く含む。そのような性質の部位なので、ダイエット食としても知られている。肉質が柔らかいため、さっとゆでて、酒蒸し、サラダ、和え物などに良い。鶏1羽につき2本しか取れない部位なので、むね肉よりはそれなりに高めの値段で販売されている。
なお「ささみ」という呼称はその細長く伸びた形が笹の葉に似ていることに由来している。

### もも肉
鶏の腿から足にかけての部分の肉。"脚の付け根"から先の部分。脂肪を比較的多く含んでいる。むね肉に比べると硬いが、旨味があるのが特徴。タンパク質に加え、鉄分やビタミンB2も豊富に含まれる。
すね肉と一体で骨を付けたまま調理されることも多い。

### すね肉
人間における膝下に相当する部位。「ドラムスティック」（Drumstick）と呼ばれ、骨付きのまま唐揚げや煮込み料理に用いられる。

### 手羽
翼の部分。英語ではウィングと呼ぶ。以下の3つの名称がある。
手羽先
肉はほとんどなく、多くがゼラチン質と脂肪である。このため、主にから揚げ、煮込み、出汁に使用する。人間の手首から指先までの部分に該当する。
手羽中
肉と共にゼラチン質部分が多い。肉を骨から一部離して裏返し、骨を手で持って食べやすくしたものは「チューリップ」と呼ばれ、から揚げにする。これを開いたものが手羽中開きで、これ若しくは手羽中を串に刺したものをイカダ串という。さらに手羽中を二つ割にしたものをチキンリブまたはチキンスペアリブともいう。人間の肘と手首の間の部分に該当する。
日本ハムはチキンリブ（手羽中の二つ割り）の唐揚げ（加工肉／総菜）を「チキチキボーン」という商品名で販売している。また、山口県長門市（深川養鶏農業協同組合）と宮崎県日南市（スーパー戸村）では、チキンリブ（手羽中の二つ割り）をスパイスで味付けした加工肉を「チキンヒーロー」という名前で販売しており、それぞれの地域でローカルフードとなっている。
手羽元
別名「ウィングスティック」（Wing Stick）。骨と肉と皮が程々にあるために正肉に近く、他の料理の具としたりから揚げや煮物にも適する。人間の肘と肩の間の部分に該当する。手羽元を使用したチューリップも存在する。

### 派生語
以下は、鶏肉の部位としては認められていないが、焼き鳥・焼肉・煮物ではこのように呼ばれる。
- もつ、ホルモン、ジブレッツ…内臓肉の総称。
- レバー…肝臓。
- ハツ、ハート…心臓。
  - ハツモト…心臓の根本、血管がつながる部分。
  - ハツヒモ…ハツモトにつながる血管の集まり。
- トリガツ…素嚢。
- センイ…（腺胃）。
- スナギモ（砂肝）…筋胃（砂嚢）。
  - エンガワ…砂肝の周りにある筋肉（中間筋）。
- シビレ…胸腺。オタフクとも呼ばれる。
- アズキ…脾臓。メギモとも呼ばれる。
- セギモ…腎臓。
- シロ…空腸。
- シラコ（白子）…精巣。
- キンカン…未産卵。
  - チョウチン…キンカンのついた卵管と卵巣。タマヒモとも呼ばれる。
- 皮、ひな皮…鶏皮。
- ぼんじり、三角、ぼんぼち（ぽんぽち）…尾。
- ツボ…尾腺（鳥類が羽に塗る脂を分泌する器官）。
- ヤゲン（軟骨）…ささみ肉の部位にある剣状突起の軟骨。
- ひざ軟骨…膝の関節にある軟骨（一般的にから揚げに使われる部位）。
- はらみ…腹筋。肉だが農林水産省の食取引規格でもつ扱いされている。
- ネック…首・頚部筋。セセリ、コニク（小肉）とも呼ばれる。
- サエズリ…食道・気道。ジューシーセセリ、ノドブエとも呼ばれる。
- エボシ（烏帽子）…とさか。
- モミジ…足先。呼び名は形状に由来する。

チキンオイスターという部分がももの付け根の近く（腸骨の背側のくぼみ）にあり、フランス語ではソリレス（sot-l'y-laisse、「愚か者だけが残す」）という名称で呼ばれている。
また、肉や内臓を取り去った残り（大部分は骨）を「鶏がら」と呼ぶ。
鶏がらやモミジは中華料理や西洋料理、ラーメン等の出汁を取るのに使われる。モミジは中華料理では「鳳爪」（繁体字: 鳳爪、簡体字: 凤爪、広東語：フォンジャーウ）（en）と称して、揚げて煮込み、皮と軟骨を食べる料理にも加工される。日本では大分県日田市周辺の郷土料理（もみじ （郷土料理））となっている。

### 食べられない部位
- 舌 （タン）
- 大腸…焼き鳥の部位ではしちゃってという呼び名があるが、一般的には食用としない。牛や豚と比べて薄く、鶏は体温が高いため捌いた直後から腐敗が始まり、新鮮な状態で流通させることが難しいといったことが挙げられる。
- 脳・脊椎…鳥インフルエンザに感染していた場合、人間への感染の危険性があるため。

## 鶏の種類
養鶏が盛んな地域では特有の地鶏品種が存在することが多い。
- ブロイラー - 食肉用の若鶏で、大規模な鶏舎で育成される。
- 銘柄鶏 - ブロイラーの飼育方法（飼料内容、出荷日令等）とは異なる工夫を加えたもの。
- 地鶏 - 一般的に地鶏という表示をするには品種・飼育期間等の条件がある。
  - 名古屋コーチン
  - 土佐地鶏
  - 比内鶏
  - 薩摩地鶏
- 烏骨鶏（うこっけい）- 天然記念物。
- 軍鶏（しゃも）- 天然記念物。

## 鶏肉料理
鶏料理は世界的に食べられている。

### 鶏料理の種類
調理法別に挙げる。
- 揚げ物：鶏のから揚げ（フライドチキン）、竜田揚げ、チキン・ナゲット、バッファローウィング、コルドン・ブルー、チキンキエフ、油淋鶏、辣子鶏
- スープ：チキンスープ、ソトアヤム、サムゲタン
- 鍋物料理：水炊き、タットリタン
- 煮込み料理：チキンティッカマサラ、コック・オ・ヴァン、ワーテルゾーイ、鶏肉のコーラ煮
- 茹で料理：鶏肉ハム[21]、（鳥はむ）、吉野鶏
- 蒸し料理：棒棒鶏、叫化鶏、サラダチキン
- 焼き料理
  - 直火焼き：丸焼き（ローストチキン）、串焼き、焼き鳥、タンドリーチキン、チキンティッカ、照り焼き
  - 鉄板焼き：焼肉、鉄板焼鳥、鶏ちゃん、タッカルビ
  - オーブン焼き、蒸し焼き：パステル・デ・チョクロ
- 炒め料理：宮保鶏丁
- 米料理、丼料理、弁当：チキンライス、アロス・コン・ポーヨ、海南鶏飯、かしわめし、親子丼
- 生食：鶏刺し

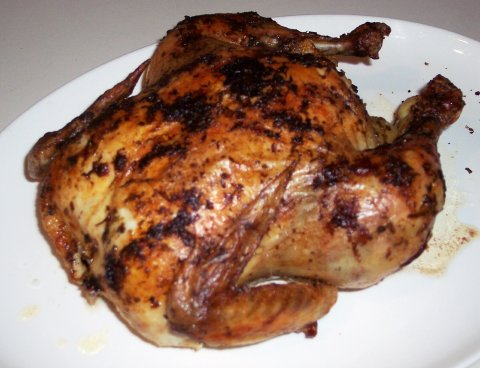
鶏の丸焼き
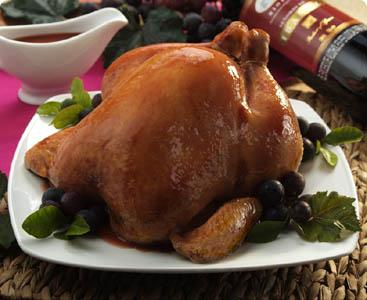
鶏の丸焼き
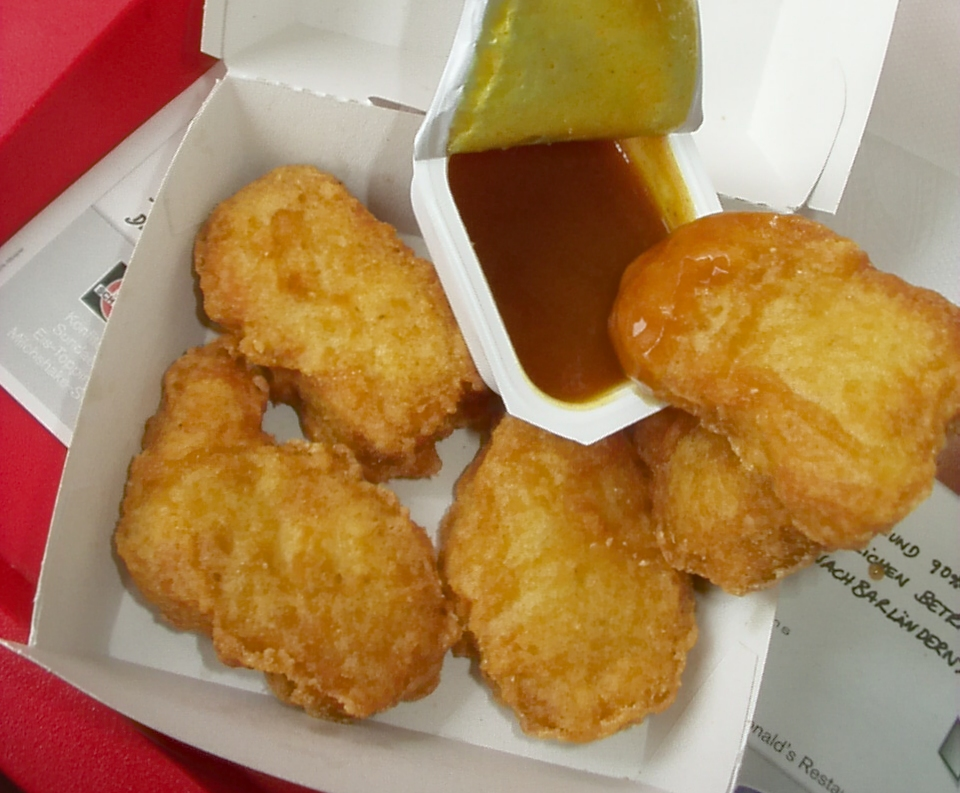
チキンナゲット
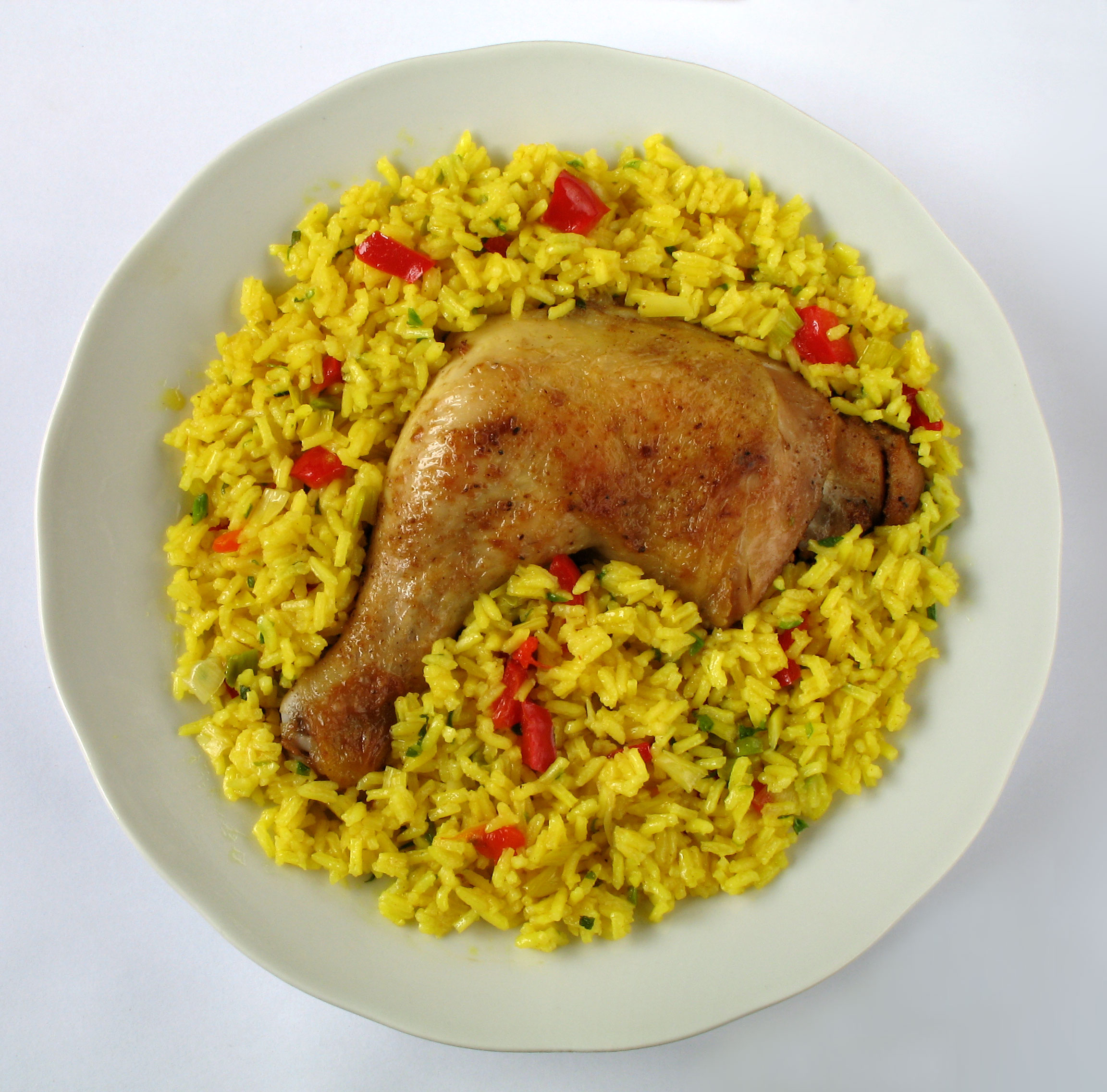
アロス・コン・ポーヨ
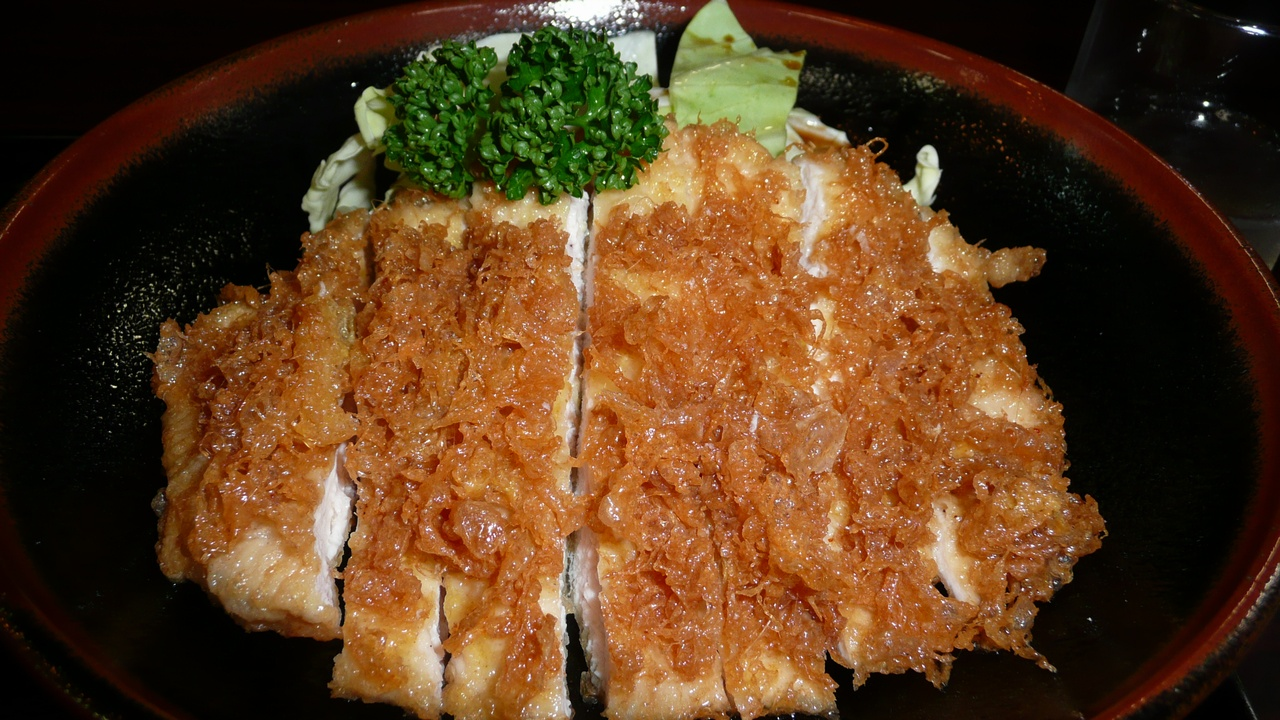
チキン南蛮
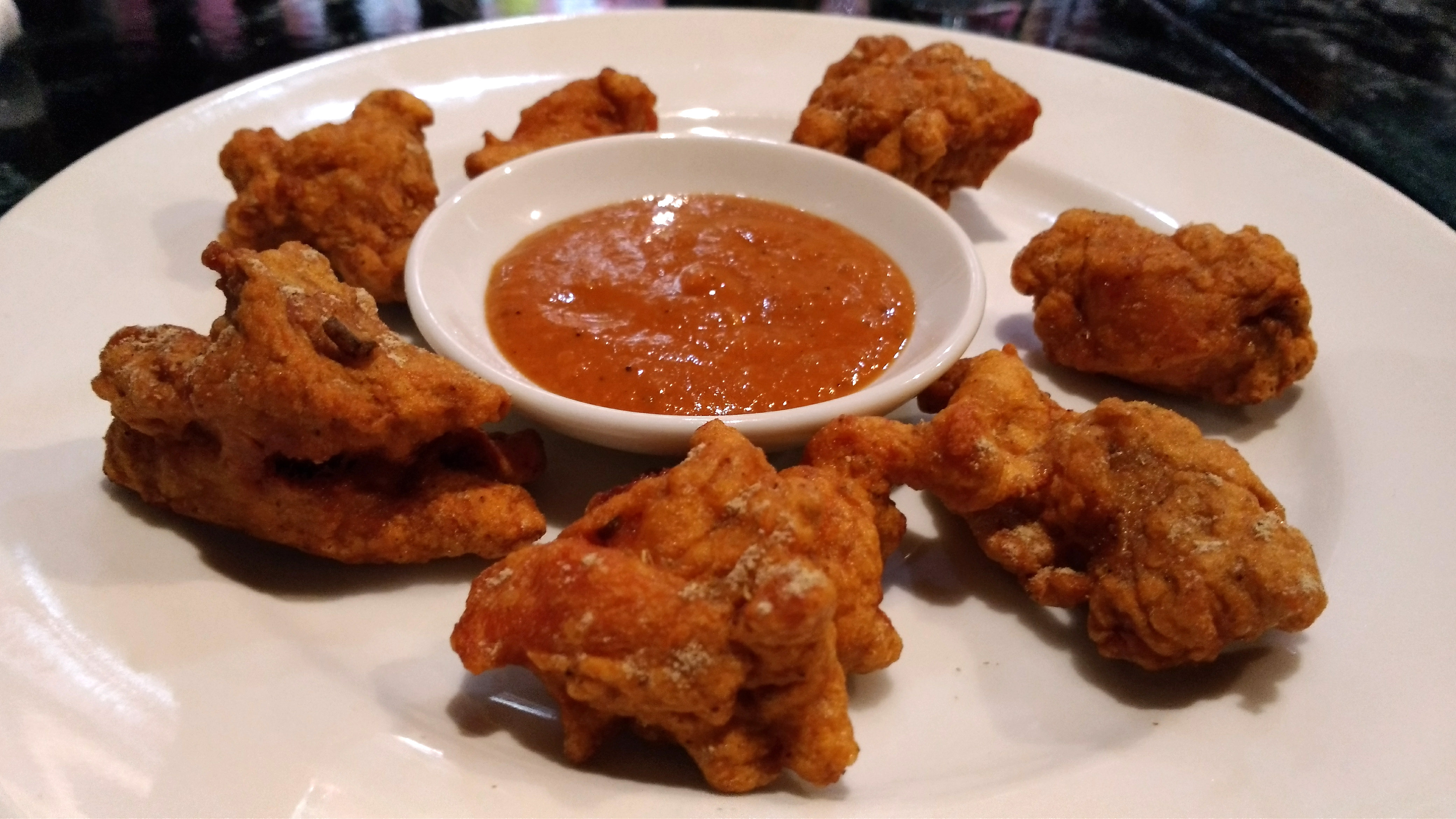
チキンパコラ
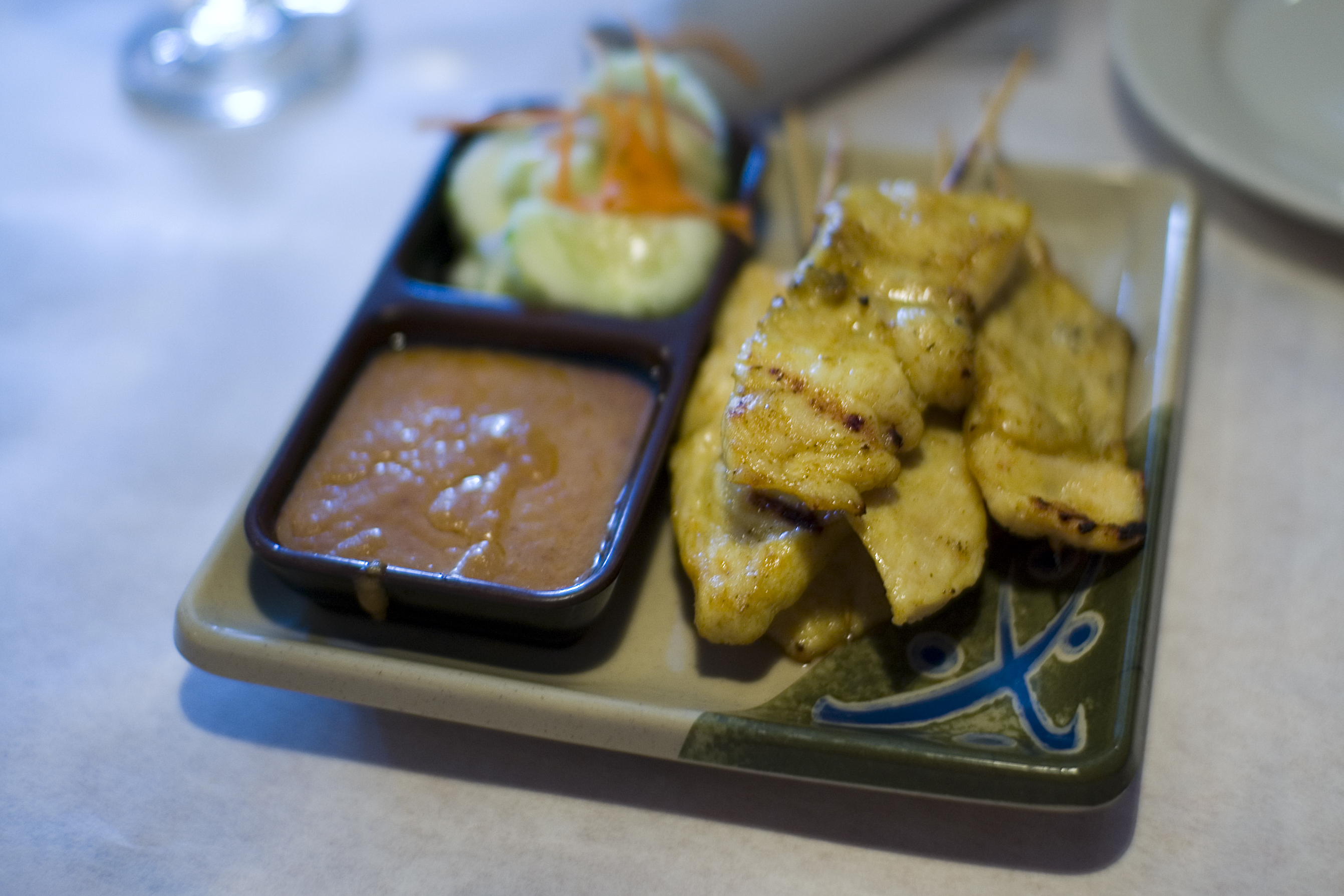
鶏のサテ
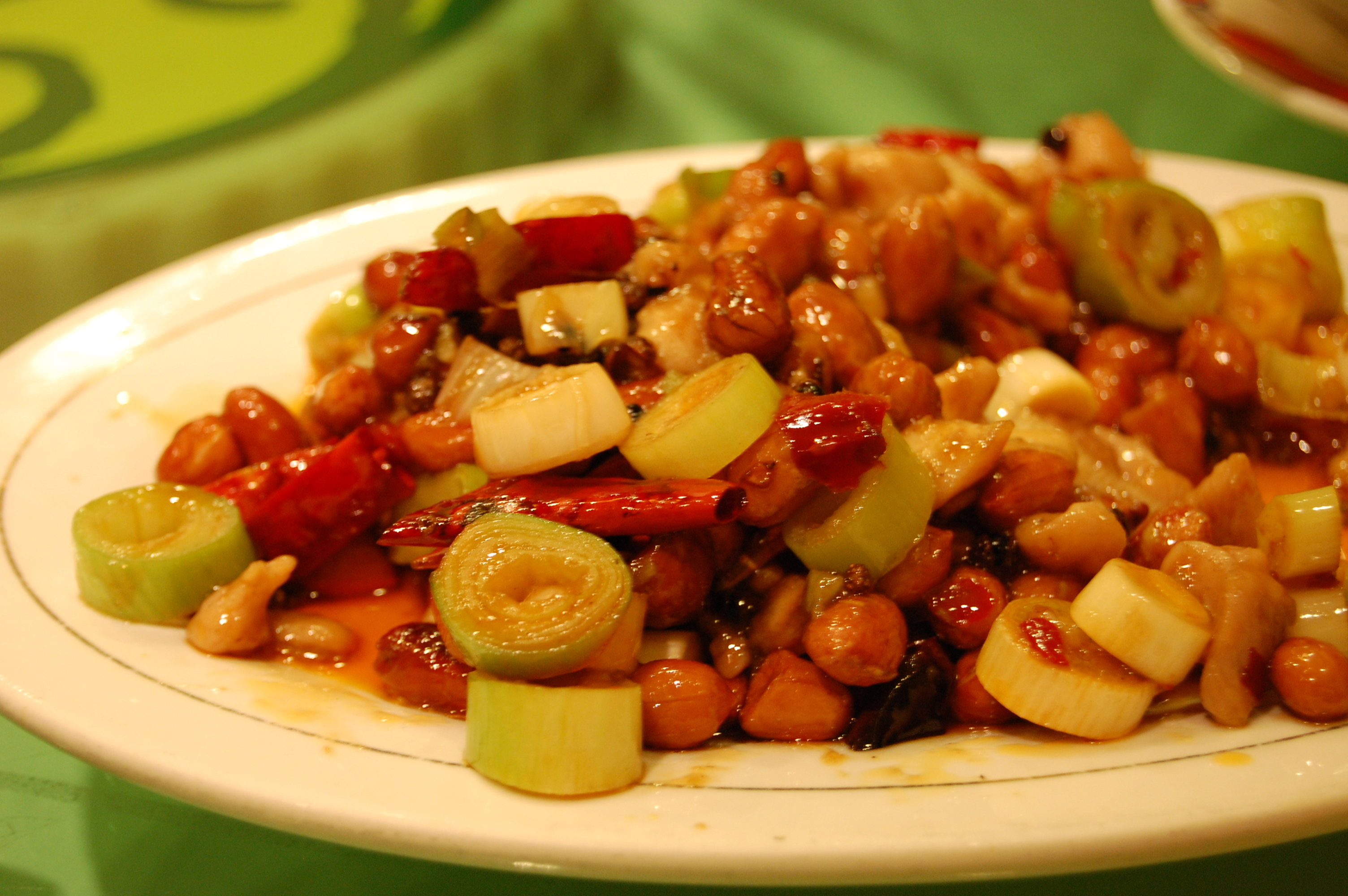
宮保鶏丁
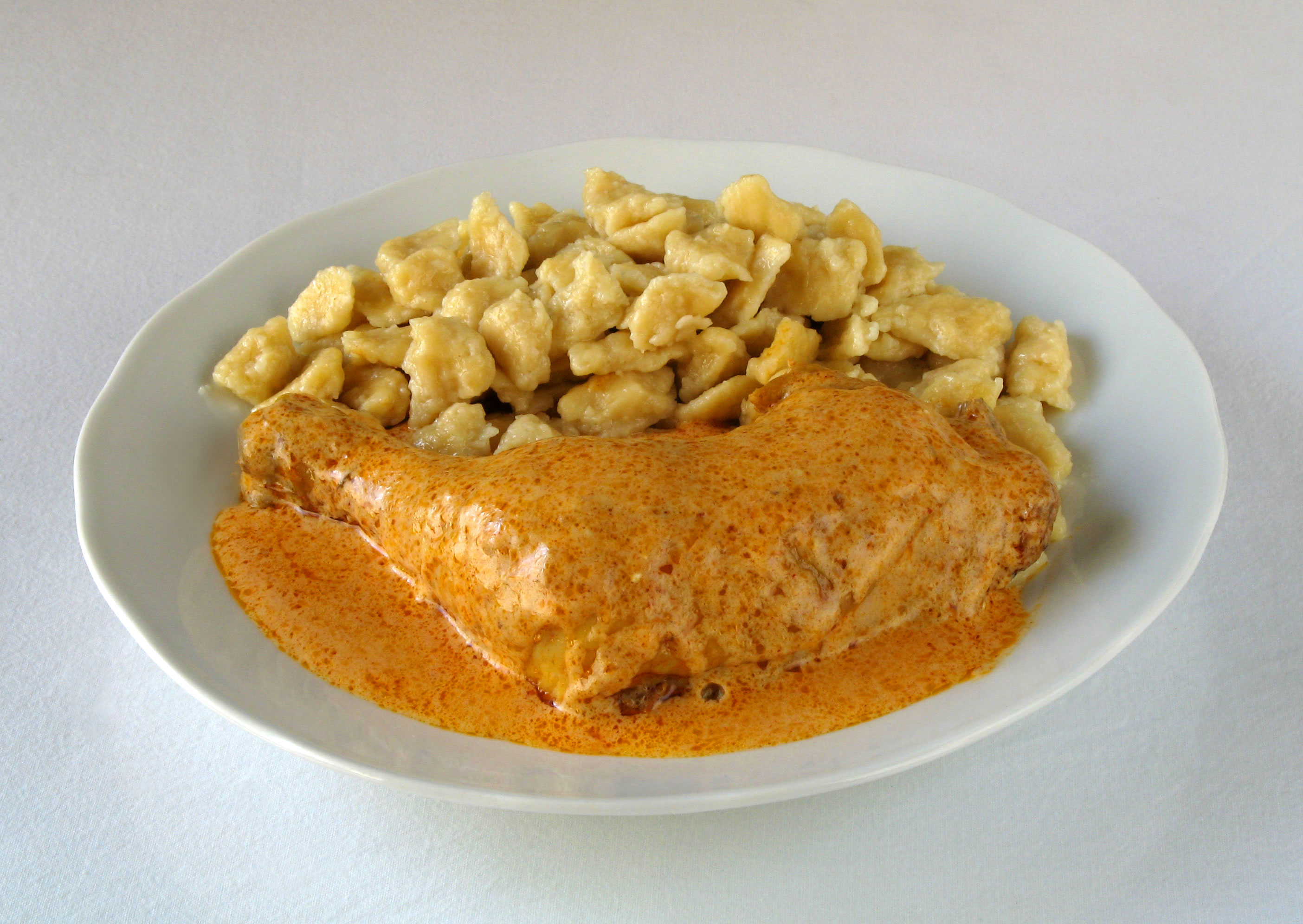
鶏のパプリカ煮込み
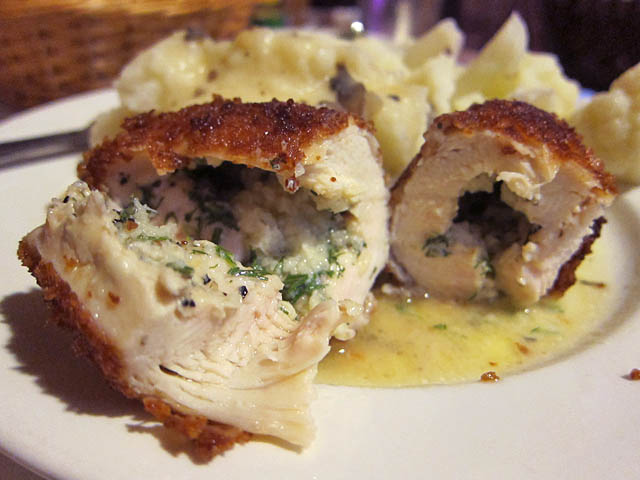
キエフ風コトレータ （チキンキエフ）
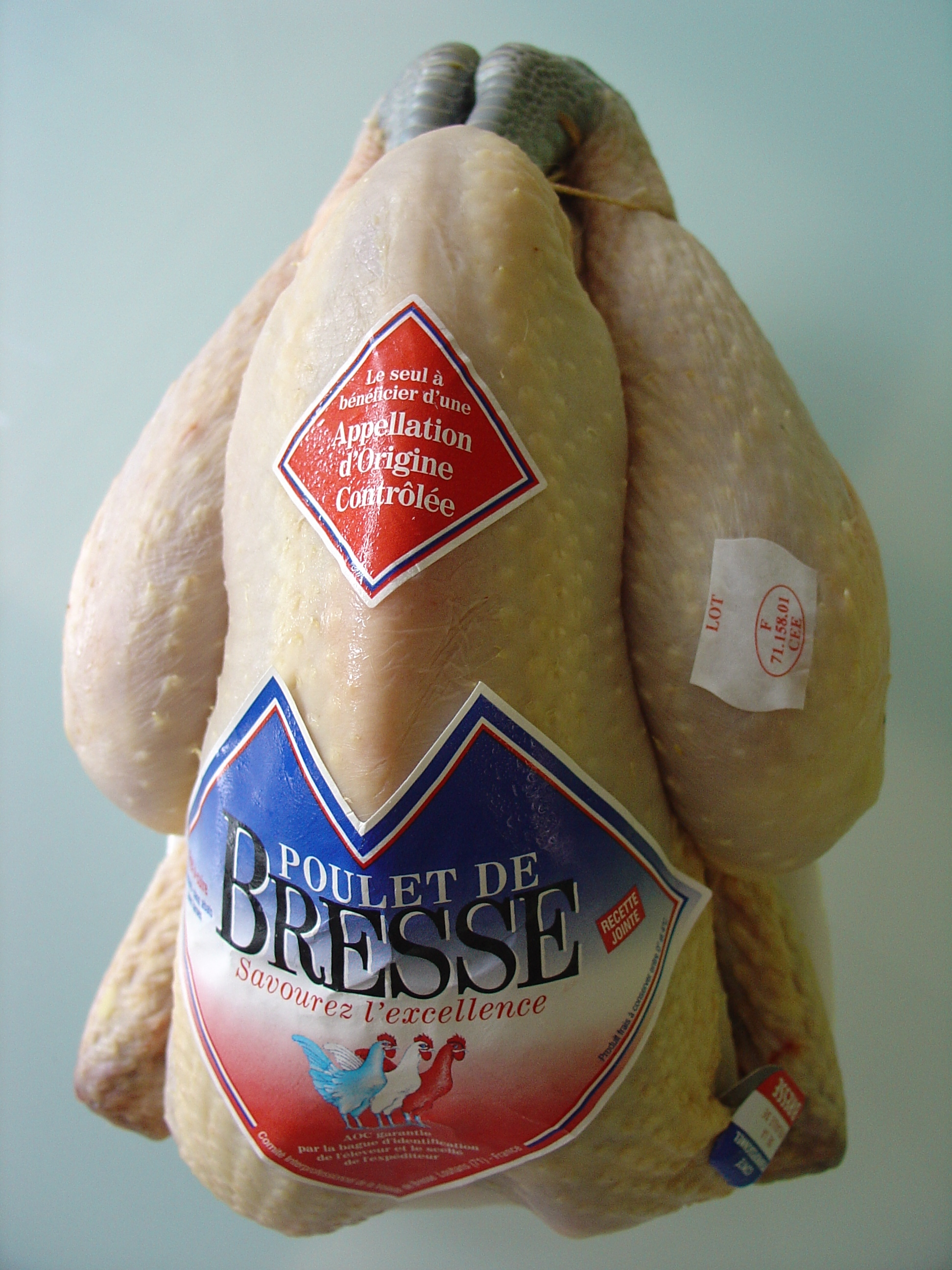
首と内臓を除いたブレス種の鶏、フランス
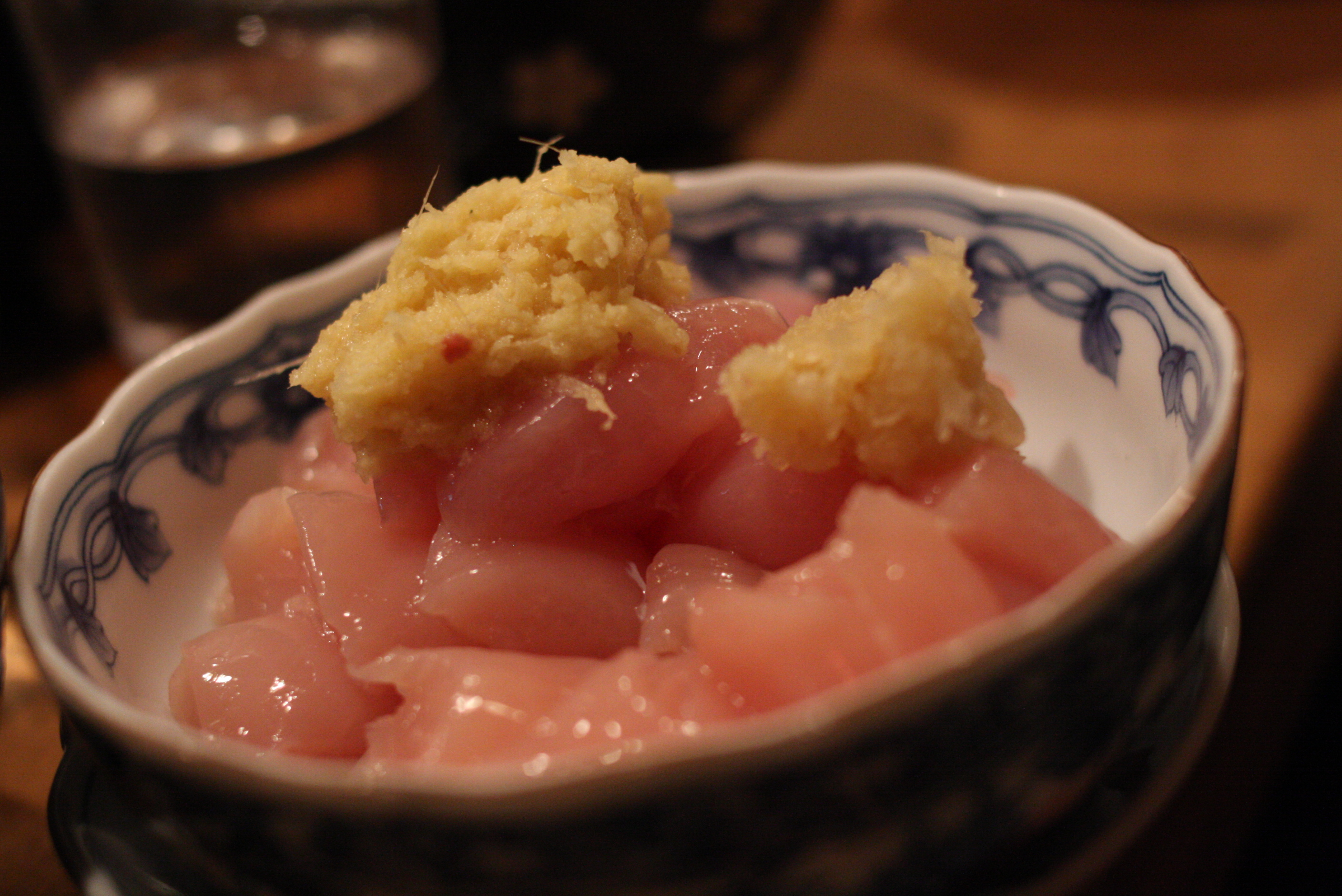
鳥刺し（ささみ）
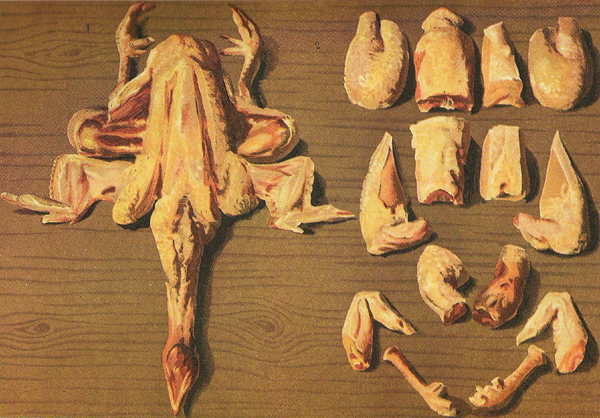
部位別に切り分けた肉
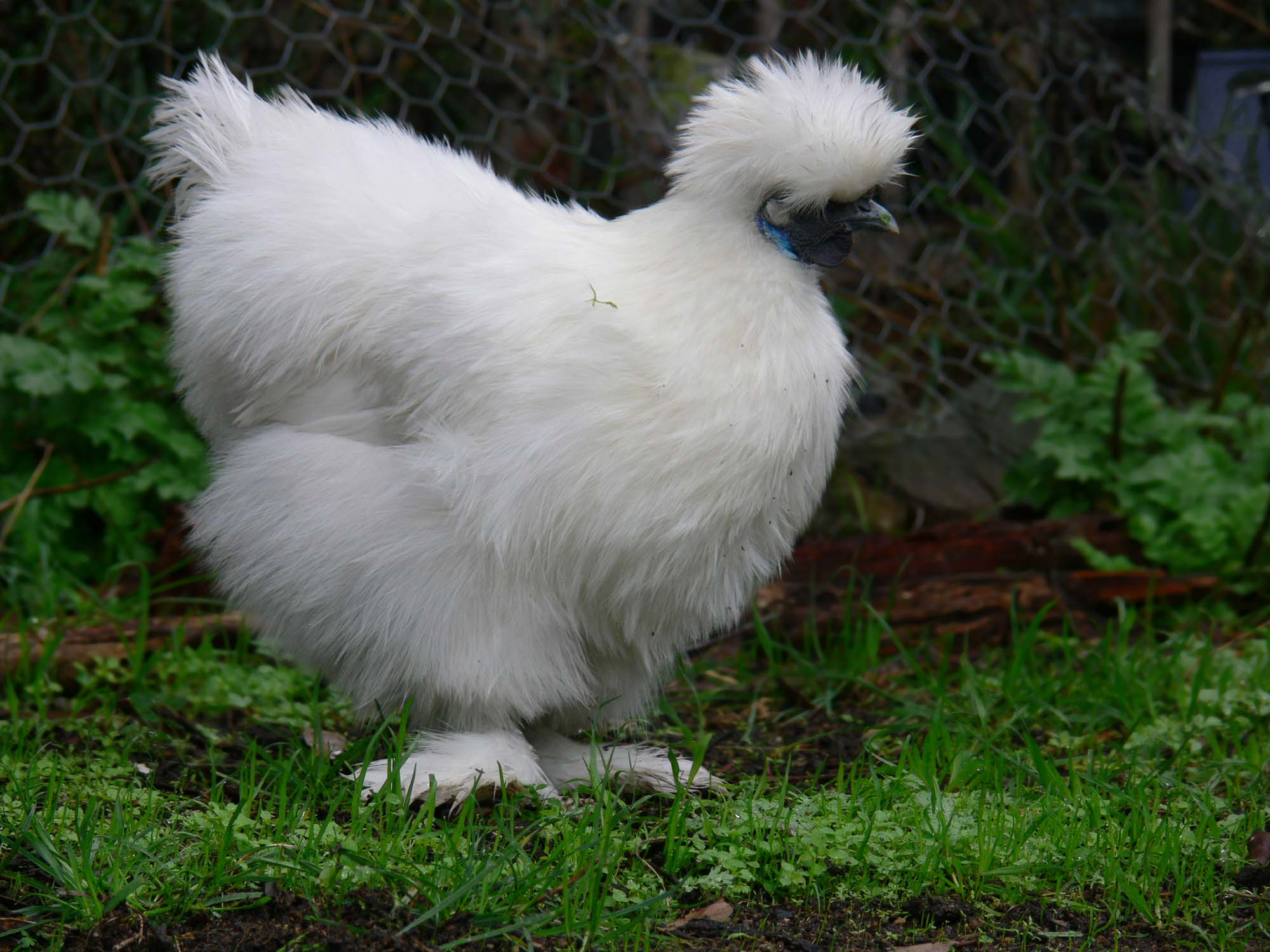
烏骨鶏

## 食中毒原因菌による汚染
鶏肉は、腸管に常在菌として存在しているカンピロバクター（ Campylobacter ）、サルモネラ（ Salmonella ）、アルコバクター（ Arcobacter ） や、屠畜過程で大腸菌、ブドウ球菌により汚染される場合があり、新鮮な肉でも高い率で食中毒原因菌に汚染されており（50%前後もの高い確率。下の表で解説）、食中毒を惹き起こすことがある。
厚生労働省の「食品中の食中毒菌汚染実態調査」によると、鶏ミンチ肉におけるサルモネラ汚染率は、下記のように高いものとなっている。
| 2013   | 2013   | 2013 | 2014   | 2014   | 2014 | 2015   | 2015   | 2015 | 2016   | 2016   | 2016 | 2017   | 2017   | 2017 | 2018   | 2018   | 2018 |
| ------ | ------ | ---- | ------ | ------ | ---- | ------ | ------ | ---- | ------ | ------ | ---- | ------ | ------ | ---- | ------ | ------ | ---- |
| 検体数 | 陽性数 | ％   | 検体数 | 陽性数 | ％   | 検体数 | 陽性数 | ％   | 検体数 | 陽性数 | ％   | 検体数 | 陽性数 | ％   | 検体数 | 陽性数 | ％   |
| 31     | 15     | 48   | 33     | 18     | 55   | 35     | 22     | 63   | –      | –      | –    | 28     | 14     | 50   | 43     | 21     | 49   |

さらに鶏ミンチ肉におけるカンピロバクター汚染率は次のようになっている。
| 2010   | 2010   | 2010 | 2011   | 2011   | 2011 | 2012   | 2012   | 2012 | 2013   | 2013   | 2013 | 2015   | 2015   | 2015 |
| ------ | ------ | ---- | ------ | ------ | ---- | ------ | ------ | ---- | ------ | ------ | ---- | ------ | ------ | ---- |
| 検体数 | 陽性数 | ％   | 検体数 | 陽性数 | ％   | 検体数 | 陽性数 | ％   | 検体数 | 陽性数 | ％   | 検体数 | 陽性数 | ％   |
| 197    | 71     | 36   | 159    | 60     | 38   | 210    | 76     | 36   | 8      | 5      | 63   | 5      | 1      | 20   |

カンピロバクターは、世界中の人間の細菌性下痢性疾患の主な原因であり、家禽肉製品が症例の約70％を占める。日本でのカンピロバクターによる食中毒患者の報告数は、2003年以降は年間2000人を越えており、重要な食中毒菌となっている。したがって鶏肉の場合は生食をすると食中毒となる可能性が高いので生食は避けるべきである。

### 特殊な衛生管理を行い鶏肉の生食を行っている一部の例外的な地域
鹿児島県、宮崎県、大分県の一部では、鶏刺しが郷土料理として食べられている鶏肉生食の文化がある。約100年前の地域の食習慣を書き残した農文協の『聞き書』シリーズで、宮崎の都城地方に「かしわの刺身」、鹿児島の北薩摩や霧島山麓で「鶏肉の刺身」が確認できる。このように「鶏刺し」は鹿児島、宮崎両県の極一部地域で、たまに口にする「ハレの食」として受け継がれてきた。その後、鹿児島県と宮崎県には独自の衛生管理法令があり、鶏肉生食が普及している。2007年度に宮崎県は「生食用食鳥肉の衛生対策」というガイドラインを策定し、2008年度から3年計画で「1．生食用食鳥肉の成分企画目標・加工基準目標の策定」「2．生食用食鳥肉の食中毒原因菌汚染実態調査の実施」「3．食鳥肉取り扱い業者等に対する衛生講習会等の実施」を行っている。鹿児島県にも同様の基準があり、菌増殖前の表面焼き、湯殺菌などの生食対策を取っている。
更に岩屋あまねによると、過去のデータからは鹿児島県民によるカンピロバクターによる食中毒は多くなく、「発生しているのは全て他県からの住民である」という報告例がある。その報告例には鶏刺しが原因と疑われているカンピロバクター食中毒で、同じものを食べた5人のうち3人が発症し、その3人はそれぞれ福岡、長崎、熊本出身、残りの2人は鹿児島、宮崎の出身で、鹿児島の学生は便からもカンピロバクターが検出されたが、一切の症状が出なかったとある。「免疫が持っていたので発症しなかったのか、腸内フローラの問題かどうかはわかりませんが興味ある事例」であるとしている。

## 他
- 一般社団法人・日本食鳥協会では、毎年10月29日を「国産とり肉の日」としている[29]。10（とお→とり）、2（に）9（く）→肉の韻から定めた。
- 鶏節 - 鶏の胸肉を鰹節同様の製法で加工した節類の一種。うま味の素として使う[30][31]